# Sacki-tavak
A Sacki-tavak több mint 30 tóból álló csoport Ukrajnában, a Polisszjai-alföldön, a Nyugati-Bug folyó medencéjében. Legnagyobb tava a 24,2 km² területű Szvityaz-tó. A 32 500 hektáros Sacki Nemzeti Park része.

## Nagyobb tavak
- Szvityaz-tó (24,2 km²)[2]
- Pulemecke-tó (16 km²)[2]
- Luki-tó (7 km²)[2]
- Ljucimir-tó (4,3 km²)[1]
- Osztrovjanszke-tó (2,5 km²)[1]
- Krimne-tó (1,4 km²)[1]
- Piszocsne-tó (1,4 km²)[1]

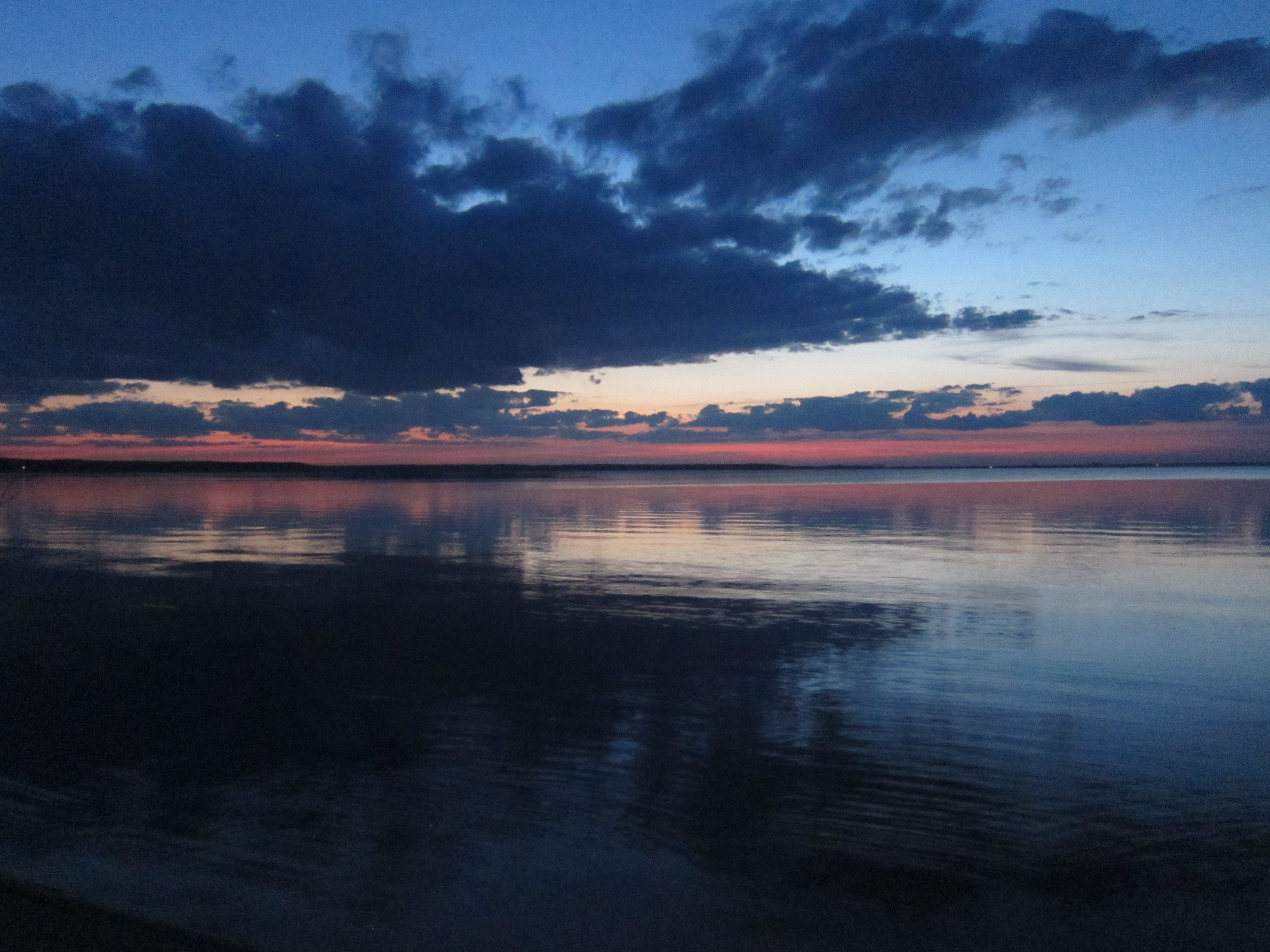
Szvityaz-tó
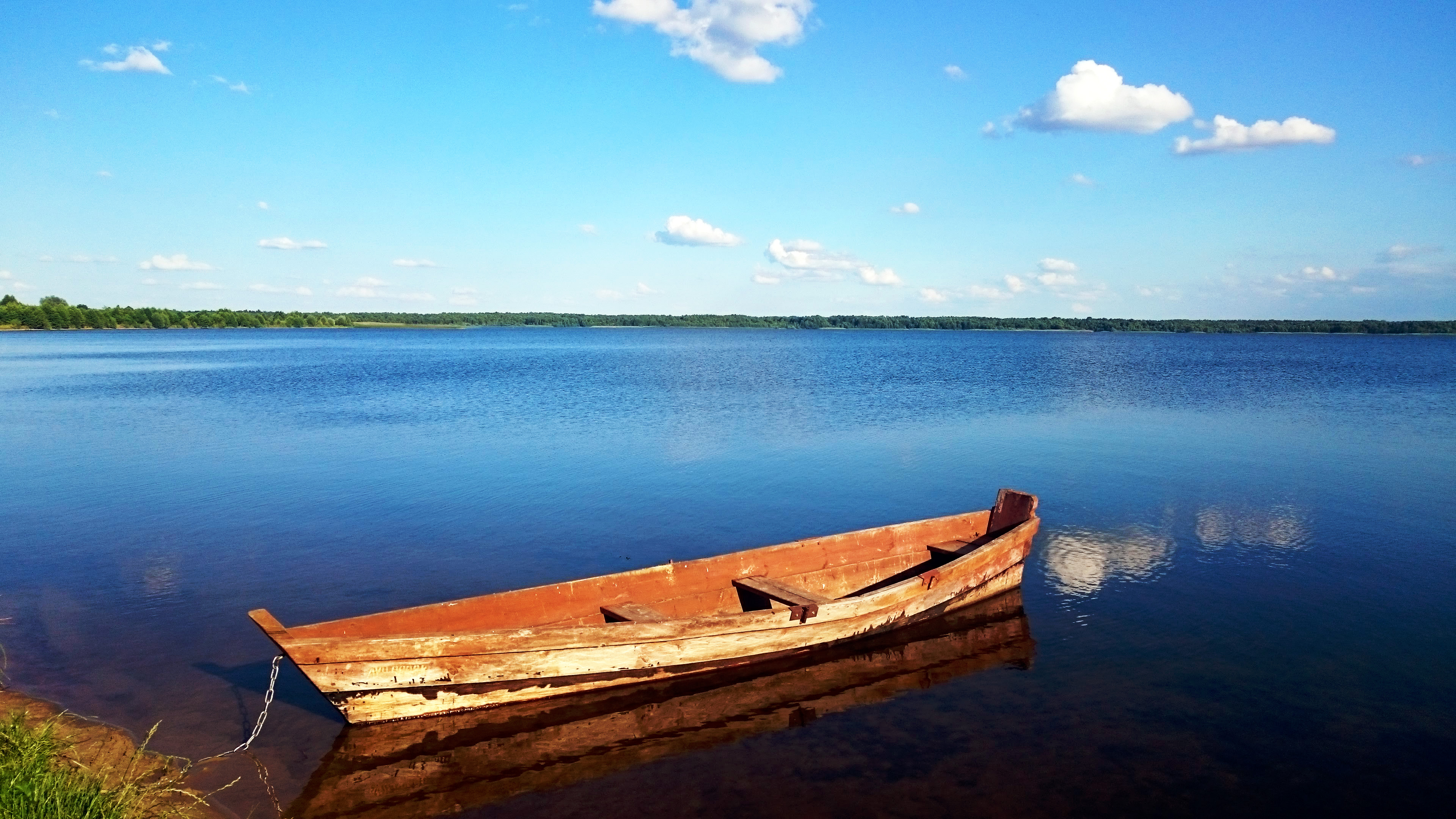
Ljucimir-tó
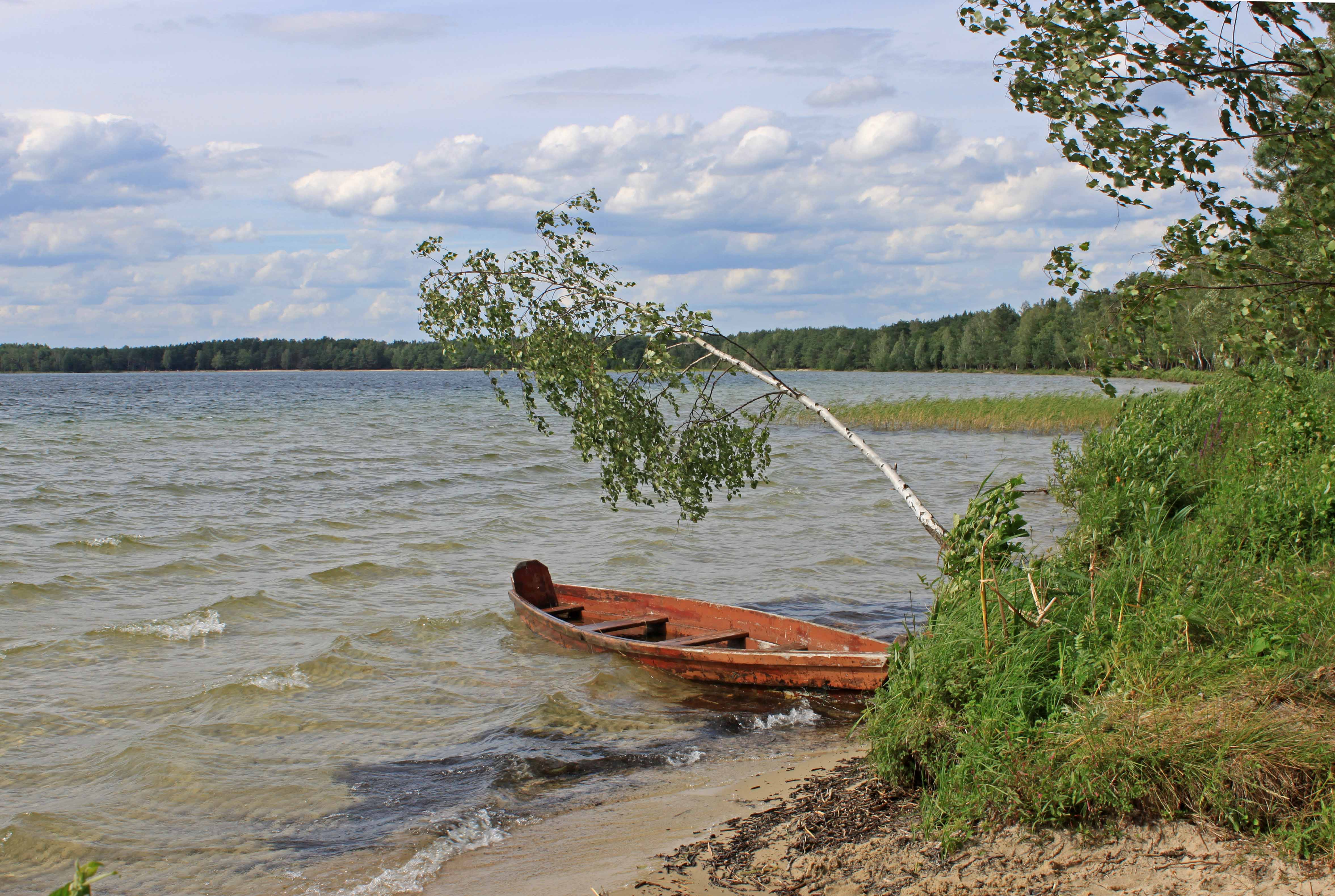
Piszocsne-tó
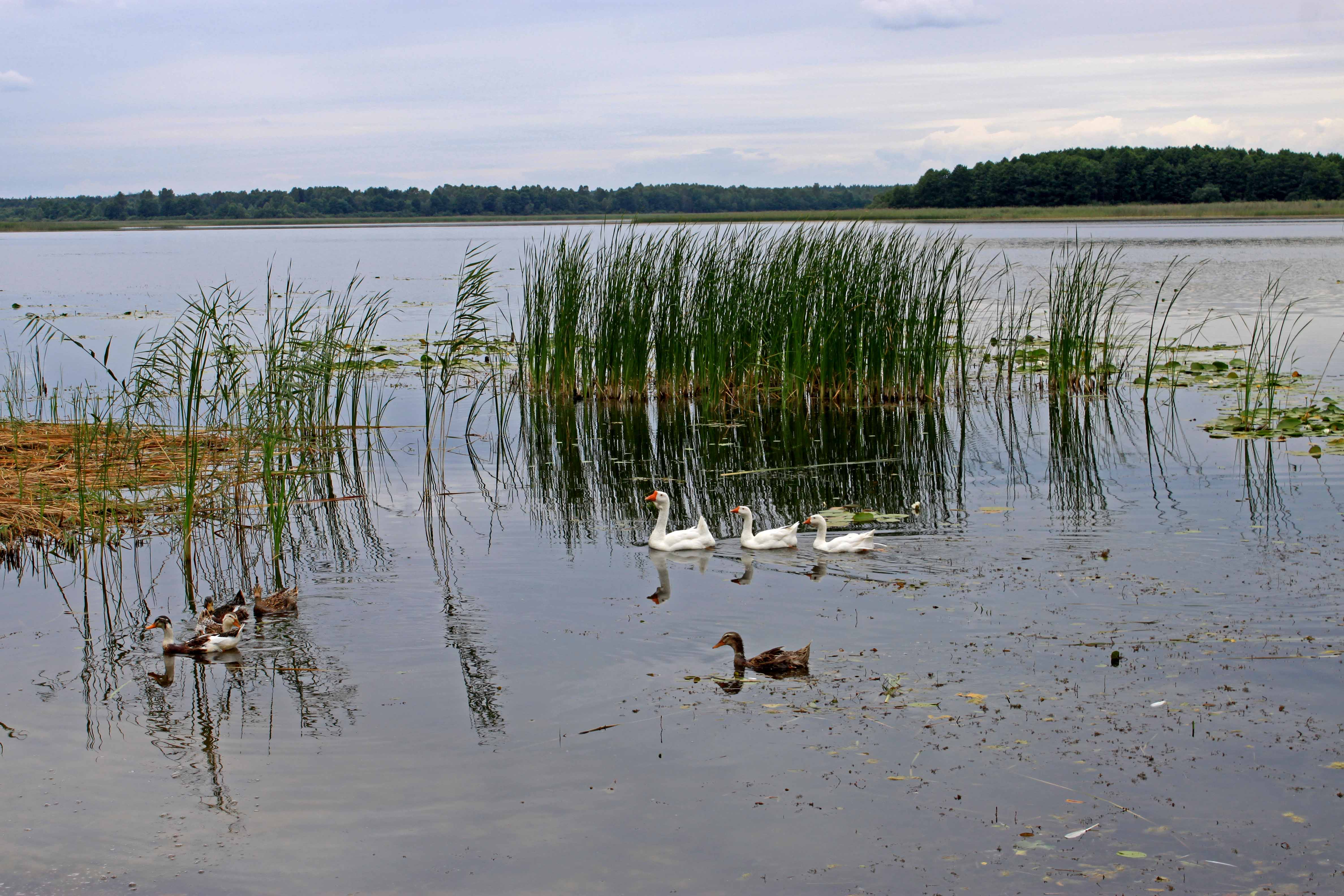
Pulemecke-tó